# Constante de Kepler-Bouwkamp
 (juin 2020).

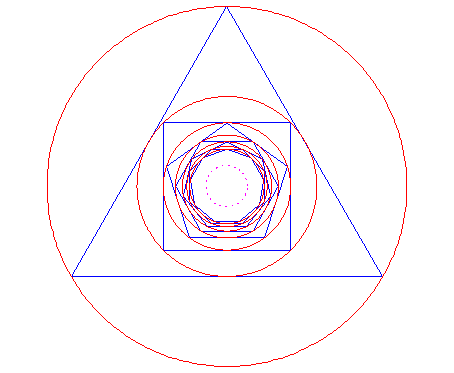
Construction des cercles et polygones inscrits illustrant la définition. Le fait que le cercle limite soit isolé montre la lenteur de la convergence.

En mathématiques, la constante de Kepler-Bouwkamp est la limite des rayons d'une suite de cercles concentriques dans lesquels sont inscrits successivement des polygones réguliers dont le nombre de côtés augmente d'une unité à chaque étape, en partant d'un cercle de rayon 1 et d'un triangle inscrit.

## Détermination de cette constante
Les premières étapes de la construction sont les suivantes : on inscrit dans un cercle unité {\displaystyle C_{1}} un triangle équilatéral, à l'intérieur duquel on inscrit un cercle {\displaystyle C_{2}}. Dans {\displaystyle C_{2}} on inscrit un carré, à l'intérieur duquel on inscrit un cercle {\displaystyle C_{3}}. Dans {\displaystyle C_{3}} on inscrit un pentagone régulier, dans lequel on inscrit un cercle {\displaystyle C_{4}}, etc.
Le rayon du cercle inscrit dans {\displaystyle C_{n}} rapporté à celui du cercle circonscrit est égal à {\displaystyle \cos {\frac {\pi }{n}}}.
La constante de Kepler-Bouwkamp, limite des rayons des cercles {\displaystyle C_{n}} lorsque {\displaystyle n} tend vers l'infini est donc égale au produit infini : {\displaystyle R=\prod _{n=3}^{\infty }\cos \left({\frac {\pi }{n}}\right)}.
Ce produit infini est bien convergent (même absolument) car {\displaystyle \cos \left({\frac {\pi }{n}}\right)=1-{\frac {\pi ^{2}}{2n^{2}}}+o\left({\frac {1}{n^{2}}}\right)} et la série {\displaystyle \Sigma (1/n^{2})} est absolument convergente.
Les décimales de ce nombre {\displaystyle R\approx 0{,}1149420448\dots }forment la suite A085365 de l'OEIS.

## Origine de la construction

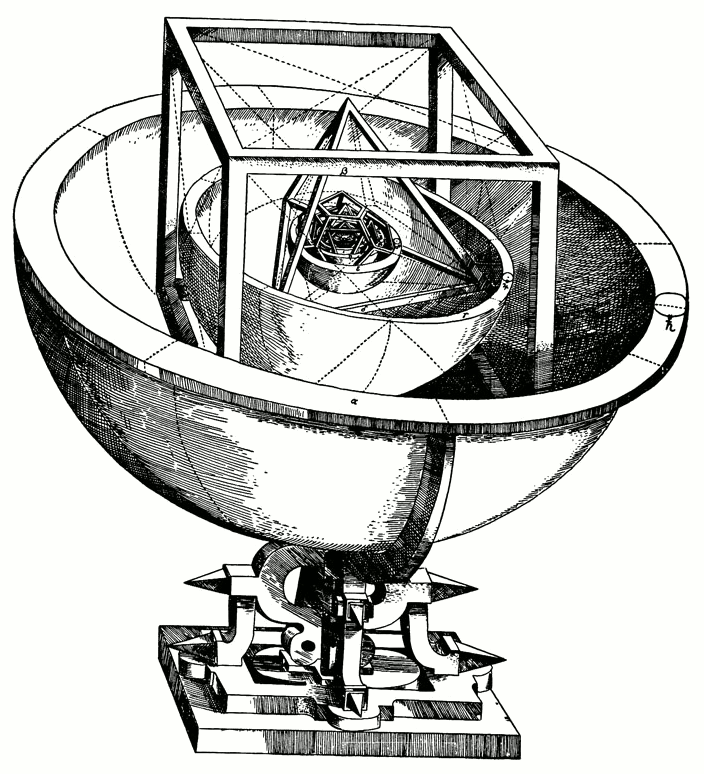
Le modèle d’Univers de Kepler, fondé sur les cinq polyèdres réguliers.

Cette construction provient d'une idée de Kepler qui a un temps pensé qu'avec les premiers cercles l'on pouvait approcher les orbites autour du Soleil de Jupiter, Saturne (cercles  {\displaystyle C_{1}} et {\displaystyle C_{2}}) , de Mars et de la Terre (cercles {\displaystyle C_{3}} et {\displaystyle C_{4}}). Pour rendre ce modèle plus conforme aux données astronomiques, il passera de la géométrie plane à la géométrie dans l'espace, substituant aux polygones réguliers des polyèdres réguliers inscrits dans des sphères, utilisant les cinq solides de Platon pour les six planètes connues à l'époque (solides qui approchaient le mieux la perfection divine de la sphère),.

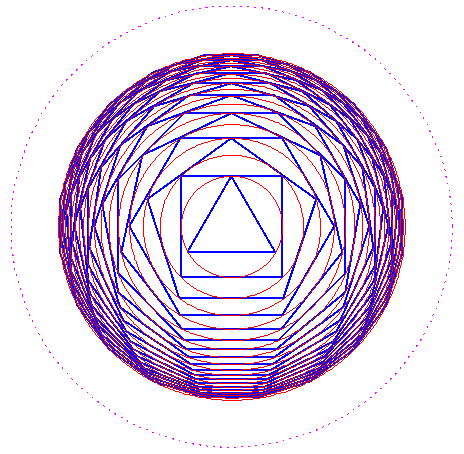

## Les calculs de Bouwkamp
Dans un article paru en 1965 dans la revue Indagationes Mathematicae, C. J. Bouwkamp (de) donne une valeur approchée de l'inverse {\displaystyle P=\prod _{n=3}^{\infty }{\frac {1}{\cos({\frac {\pi }{n}})}}} de la constante de Kepler-Bouwkamp. Cette valeur correspond au processus inverse de celui décrit dans cet article : on part d'un cercle unité, que l'on inscrit dans un triangle équilatéral, lui-même inscrit dans un cercle que l'on inscrit dans un carré, etc. et {\displaystyle P} est la limite des rayons des cercles ainsi obtenus.
Il mentionne d'abord que les mathématiciens Edward Kasner et James Roy Newman (en) donnent une valeur approchée erronée de {\displaystyle P}, environ égale à 12, dans leur ouvrage Mathematics and the Imagination (en), paru en 1940.
Il donne ensuite les deux méthodes de calcul employées.

La première utilise la relation que justifie Bouwkamp :
où {\displaystyle \zeta (s)=\sum _{n=1}^{\infty }n^{-s}} est la fonction zêta de Riemann et {\displaystyle \lambda (s)=\sum _{n=1}^{\infty }(2n+1)^{-s}=(1-2^{-s})\zeta (s)}. À l'aide de tables de valeurs de la zêta, il obtient {\displaystyle P\approx 8,7000366252081945}. La deuxième méthode cherche à pallier la lenteur de convergence de la suite de terme général {\displaystyle \prod _{n=3}^{N}{\frac {1}{\cos({\frac {\pi }{n}})}}}. Pour cela, Bouwkamp écrit {\displaystyle P=RQ} où
en choisissant {\displaystyle g(n)} de sorte que {\displaystyle R} soit calculable explicitement et que le produit infini {\displaystyle Q} converge rapidement. En prenant {\displaystyle g(n)=1-{\frac {\pi ^{2}}{2n^{2}}}+{\frac {\pi ^{4}}{24n^{4}}}-{\frac {\pi ^{6}}{720n^{6}}}} (obtenu par développement asymptotique de {\displaystyle \cos({\frac {\pi }{n}})}), il obtient {\displaystyle P\approx 8,7000366252081943} en utilisant un ordinateur.
Les décimales de {\displaystyle P} forment la suite A051762 de l'OEIS.